# 포시에스
포시에스(Forcs Co. Ltd.)는 대한민국의 전자문서 기업이다. 본사는 서울특별시 강남구 논현로 646에 위치해 있으며 대표이사는 박미경이다.  AWS 파트너사이며
전자문서 작성에 인공지능 챗봇을 적용할 수 있는 기술을 연구하고 개발 중에 있다.

## 사업
베트남 대형은행들의 디지털화 사업을 연이어 수주하였다

## 상장
2015년 2월 11일 공모가 9,100원에 상장하였다.

## 참고 문헌
1. ↑  박영서, 한국IR협의회 기술분석보고서 포시에스 2021.08.12.
2. ↑  포시에스, 아마존 韓 클라우드 인프라 8조 투자...AWS 파트너 SW패스 부각 ‘강세’, 서울경제, 2023-10-11
3. ↑  포시에스, 전자문서 작성에 AI챗봇 적용할 수 있는 기술 연구개발 중, 서울경제, 2023.02.01
4. ↑  포시에스, 베트남 대형은행 ‘디지털화’ 사업 잇달아 수주 …동남아 실적 전망 청신호, ET뉴스, 2023-06-20